# Course Marseille-Cassis 2015
Navigation
Édition précédente Édition suivante
Le Marseille-Cassis 2015 est la 37e édition de la course Marseille-Cassis qui a eu lieu en France le 25 octobre 2015.

## Résultats

### Hommes
| Rang | Temps           | Athlète            |
| ---- | --------------- | ------------------ |
|      | 57 min 18 s     | Edwin Kipyego      |
|      | 58 min 45 s     | Berhane Tekle      |
|      | 58 min 55 s     | Titus Mbishei      |
| 4    | 59 min 43 s     | Cosmas Birech      |
| 5    | 1 h 01 min 00 s | Kennedy Kipyeko    |
| 6    | 1 h 01 min 26 s | Emmanuel Bor       |
| 7    | 1 h 01 min 33 s | Ben Somikwo        |
| 8    | 1 h 01 min 49 s | Vincent Yator      |
| 9    | 1 h 01 min 56 s | Willy Nduwimana    |
| 10   | 1 h 02 min 45 s | Duncan Kipkurgat   |
| 11   | 1 h 02 min 57 s | Lhoussine Jarri    |
| 12   | 1 h 03 min 24 s | Mohamed Serghini   |
| 13   | 1 h 03 min 45 s | Josephat Muraga    |
| 14   | 1 h 03 min 54 s | Nicolas Navarro    |
| 15   | 1 h 04 min 04 s | Benoît Dunet       |
| 16   | 1 h 04 min 14 s | Pierre Serel       |
| 17   | 1 h 04 min 37 s | Joseph-Mwange Kilu |
| 18   | 1 h 04 min 51 s | Mohamed Jourhaoui  |
| 19   | 1 h 05 min 27 s | Paul Omuya         |
| 20   | 1 h 05 min 38 s | Dorian Coninx      |

### Femmes
| Rang | Temps           | Athlète           |
| ---- | --------------- | ----------------- |
|      | 1 h 06 min 01 s | Peres Jepchirchir |
|      | 1 h 06 min 56 s | Shitaye Eshete    |
|      | 1 h 07 min 15 s | Perendis Lekapana |